# لوکاس سیچوس
لوکاس سیچوس (انگلیسی: Lukas Cichos؛ زادهٔ ۱۸ دسامبر ۱۹۹۵) بازیکن فوتبال اهل آلمان است.
از باشگاه‌هایی که در آن بازی کرده‌است می‌توان به باشگاه فوتبال قوت-وایس ارفورت اشاره کرد.